# 好萊塢 (瑪丹娜歌曲)
《好萊塢》（英語：Hollywood）是美國女歌手瑪丹娜在2003年7月發行的歌曲，出自她第九張錄音室專輯《夢醒美國》（英語：American Life）當中。〈好萊塢〉在告示牌舞曲榜獲得冠軍，在英國單曲榜獲得第2名。

## 資料

### 歌曲簡介
〈好萊塢〉是《夢醒美國》專輯所推出的第二首單曲，這是一首流行電音舞曲，它本身就是支反差性強的作品，起頭從鳥語花香音效中，伴隨清澈的吉他主調與電音節拍交錯進行。歌詞中道出了一般人對於好萊塢這個浮華世界的期待與想像，瑪丹娜在談到這首歌時表示，好萊塢這個城市對她而言就像是個夢想與表象的城市，這個城市常會讓她忘記人生中一些真實的趣味。瑪丹娜這首歌道出了在五光十色的好萊塢中，那種人人都想當大明星的幻想。

### 商業成績
〈好萊塢〉在2003年7月發行單曲，但是它並沒有打進美國告示牌單曲榜，這首單曲成為瑪丹娜自1983年的〈假日〉以來，首支無法進入流行單曲榜的歌曲。雖然〈好萊塢〉無緣單曲百大，但在2003年8月23日還是獲得舞曲榜一週冠軍，成為瑪丹娜第30首冠軍舞曲。〈好萊塢〉在英國單曲榜成績反而優異，它在2003年7月19日最高獲得第2名。